# Hombres (chanson)
Chansons représentant l'Espagne au Concours Eurovision de la chanson
Todo esto es la música
(1992) Ella no es ella
(1994)
Hombres (Hommes en français) est la chanson représentant l'Espagne au Concours Eurovision de la chanson 1993. Elle est interprétée par Eva Santamaría.

## Sélection
De 1977 à 1999, Televisión Española a un processus de sélection interne pour sélectionner à la fois le chanteur et la chanson pour représenter l'Espagne à l'Eurovision. En 1993, Eva Santamaría, une chanteuse de 22 ans qui vient de terminer l'enregistrement de son premier album à Los Angeles, est sélectionnée avec la chanson principale de son album Hombres écrite et composée par le journaliste Carlos Toro.

## Eurovision
La chanson est la vingt-deuxième de la soirée, suivant Don't Ever Cry interprétée par Put pour la Croatie et précédant Mi Stamatas interprétée par Zymboulakis & Van Beke pour Chypre.
À la fin des votes, elle obtient 58 points et finit à la 11e place sur vingt-cinq participants.

### Points attribués à l'Espagne
| 12 points                    | 10 points  | 8 points | 7 points              | 6 points                      |
| ---------------------------- | ---------- | -------- | --------------------- | ----------------------------- |
|                              | - Finlande | - Malte  | - Croatie             | - Suisse - Bosnie-Herzégovine |
| 5 points                     | 4 points   | 3 points | 2 points              | 1 point                       |
| - Italie - Belgique - Chypre |            |          | - Autriche - Slovénie | - Israël - Norvège            |